# Mycetina cruciata
Mycetina cruciata es una especie de coleóptero de la familia Endomychidae.

## Distribución geográfica
Habita en Europa.